# Hôpital Michel-Lévy

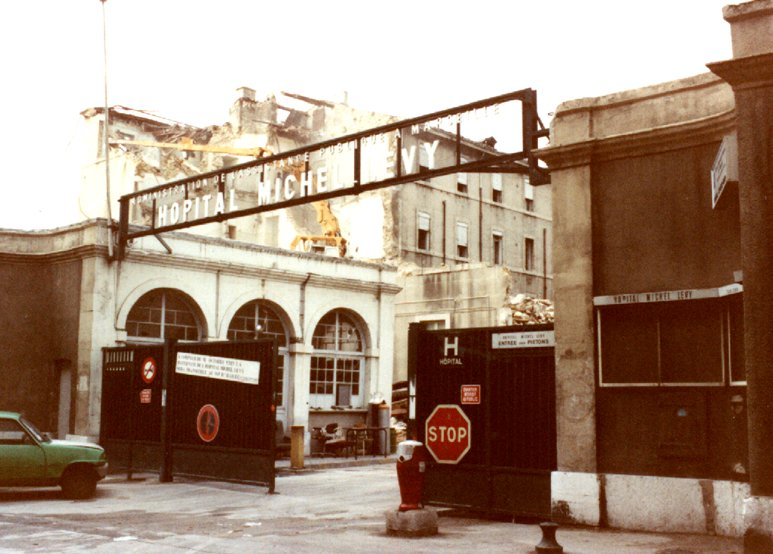
Entrée principale.

L’hôpital Michel-Lévy est un hôpital militaire situé dans le 6e arrondissement de Marseille ouvert en 1848 et détruit en 1988.

## Histoire
Ouvert en 1848 et situé au 84, rue de Lodi, dans le 6e arrondissement de Marseille, il devient hôpital Michel Lévy à la veille de la Grande Guerre, par décret du 29 octobre 1913 en hommage au médecin général Michel Lévy (1809-1872), inspecteur des armées, membre du Conseil de santé,.
Pendant la Grande Guerre, il fonctionne sans relâche, Marseille étant le centre de la 15e région militaire, le port d’arrivée des troupes coloniales françaises et britanniques, ainsi que le port d’embarquement des troupes à destination du front d’Orient. Il possède l'un des premiers services de reconstruction faciale pour le traitement des gueules cassées. En outre cet hôpital accueille des cas de santé publique courante: tuberculose, maladies vénériennes et à la fin de la guerre épidémie de grippe espagnole.
Il a conservé son appellation sous l'Occupation.  
Fermé en 1963, l'hôpital militaire est acquis par la ville de Marseille en 1965 et  permet de délester tour à tour l'hôpital de la Timone, l'hôpital de la Conception et l'hôpital de la Calade. Il est ouvert au public et administré par l'AP-HM (Assistance publique - hôpitaux de Marseille) jusqu'en 1987. 
Démoli en 1988, il est remplacé par un complexe immobilier. 

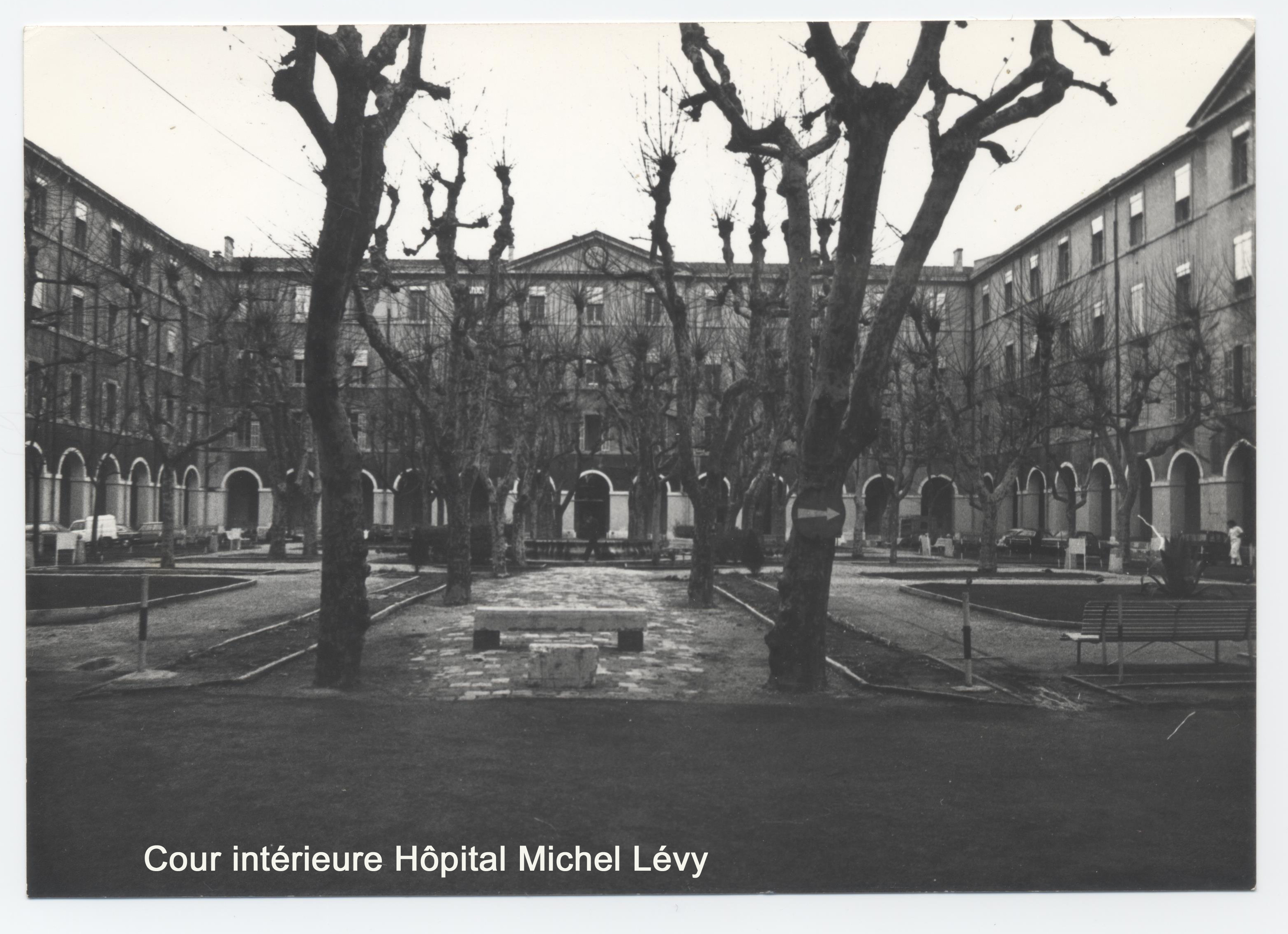
Cour intérieure.

## Sources
- L'hôpital Michel Lévy par le Docteur Bernard Consentino, site de L’Association des Amis du Patrimoine Médical de Marseille
- L'hôpital Michel Lévy, site de L’Association des Amis du Patrimoine Médical de Marseille